# سید اسداله شریعت‌پناهی
سید اسداله شریعت‌پناهی  (زادهٔ ۱ آبان ۱۳۱۷ در سمنان) نقاش ایرانی است. از مهم‌ترین ویژگی‌هی آثار او، تجزیه، شکست و تغییر فرم بدن انسان در فیگورهای مختلف است. او بنیان‌گذار و مدیرمسئول گالری دانژه سمنان است که در سال‌های اخیر به یکی از پاتوق‌های مهم هنری در مرکز استان تبدیل شده است.
برخی از نقاشی‌های او به سبک جدید و ابداعی است و مفاهیم انتزاعی شادی و غم و آئین‌های مختلف ایرانیان را در بردارد.  تمام آثار شریعت‌پناهی بدون عنوان و دکوراتیو هستند. در برخی از آثار او، موضوعاتی مانند پرتره هنرمند در حال نقاشی، مجلس موسیقی، مام وطن، طبیعت بی‌جان و مفاهیم اساطیری دیده می‌شود. در سال ۱۳۹۴ کتاب پیدا و پنهان: مجموعه آثار نقاشی سیداسدالله شریعت پناهی در سبک نو شامل آثاری از سال ۱۳۸۲ تا ۱۳۹۲ به دو زبان انگلیسی و فارسی منتشر شده است.

## زندگی و حرفه
شریعت‌پناهی در اول آبان ماه سال ۱۳۱۷ در سمنان متولد شد. پدرش کارمند دولت بود و همین امر سبب شد که علیرغم فقر عمومی در شهر راهی مدرسه شود و دوره ابتدایی تا متوسطه را در سمنان به پایان رساند. پدربزرگش شمایل کشی می‌کرد و به رسم زمانه، آنها را چون نمایشگاهی در خانه نصب می‌کرد تا در روزهای جمعه مورد بازدید مردم محله، همچون زیارتگاهی، قرار گیرد. اسداله، تحت تأثیر این شرایط، دوران نوجوانی را با گرایش به هنر نقاشی سپری کرد. استعداد وی به هنر نقاشی برای اولین بار توسط یکی از معلمهایش و بعداً توسط مسئول وقت آموزش و پرورش در شهرستان سمنان کشف شد، که ایشان نقش بسیار مهمی در ساختار زندگی هنری وی ایفا نمودند. سپس به توصیه یکی از بزرگان خوشنام شهر، وی در محضر استاد اسماعیل آشتیانی (یکی از شاگردان کمال الملک) شاگردی نمود.
پس از اخذ دیپلم در سال ۱۳۳۹، به استخدام آموزش و پرورش شهر سمنان درآمد و به عنوان معلم نقاشی مشغول بکار شد. در سال ۱۳۴۴ وارد دانشکده هنرهای زیبای دانشگاه تهران شد و هنر نقاشی را به‌طور آکادمیک زیر نظر استادانی چون هوشنگ سیحون، مرتضی ممیز، بهجت صدر، وزیری مقدم آموخت. هم کلاسیهای وی بعدها از نام آوران هنر ایران زمین شدند که از آن جمله می‌توان به عباس کیارستمی، سیما بینا، عباسعلی سارنج، محمد حسین حلیمی، فرشید مثقالی، علی اکبر صادقی، جمال فرخی نژاد، خسرو پیمان، اکبر زنجانپور و نعمت اله گرجی اشاره نمود. در اوایل تحصیل در دانشگاه تهران و تحت تأثیر شدید استاد سیحون (که هیچگاه هویت و سنت را فدای مدرنیته نکرد) وی به سمت سبک نقاشی رئالیسم سوق داده شد و علاقه بسیاری به پرتره کشی از خود بروز داد که پرتره بسیاری از شخصیت‌های معروف نقاشی دنیا را به بوم نقاشی کشید.
پس از استاد سیحون و با ورود پرفسور فضل اله رضا به سمت ریاست دانشگاه، فضای سنتی دانشگاه به سمت مدرنیته سوق داده شد و استاد حمیدی و برخی دیگر از استادان، دانشجویان از جمله اسداله شریعت پناهی را به تجربه هنر مدرن و تغییر فرم مناظر و فیگورها تشویق نمودند. در این دوران مدرنیته وارد فضای هنر تصویری ایران شد و زمینه جذب سیداسداله به هنر کوبیسم را فراهم آورد. تجزیه، شکست و تغییر فرم بدن انسان در فیگورهای مختلف مورد تمرکز وی در این مقطع، که ادامه نیز پیدا کرد، قرار گرفت. در سال ۱۳۴۸ و پس از پایان دانشگاه به شهر سمنان بازگشت و به معلمی به موازات نقاشی ادامه داد و تدریس در کانون پرورش فکری کودکان و نوجوانان در شهر سمنان را نیز دنبال نمود که نتیجه آن تربیت هنرمندانی بسیار بوده‌است. هنرمندان برجسته ای چون محمد علی بنی اسدی، رضا درخشانی، حبیب درخشانی، ابوالفضل دل آرام، بهمن صحت لو، احمد امین نظر، و حسن جواهری از دانش آموختگان وی هستند. وی به سبک نقاشی کوبیسم تا اوایل انقلاب در سال ۱۳۵۷ ادامه داد، زمانیکه هنر تصویری همانند دیگر قسمت‌های جامعه تغییرات ملموسی را تجربه نمود. در این زمان، وی به مدت دو سال از خدمت در آموزش و پرورش منع شد و بالاجبار نقش آفرینی را کنار گذاشت. البته سپس مجدداً دعوت به کار معلمی شد، ولی مدت‌ها از خلق هرگونه اثری دور ماند.

## سبک
درسال ۱۳۵۷ و پس از انتخاب سید محمد خاتمی به عنوان ریاست جمهوری و زمانیکه هنر مدرن معاصر ایران وارد فضای توسعه ای جدیدی شده بود، وی از شرایط تغییر یافته بهره برد و مجدداً شروع به نقش آفرینی نمود، این بار با تجربه بالغ بر ۳۰ سال و شناخت مکفی از هنر دنیا، دوره طلایی نقاشی وی از سال ۱۳۷۹ و با ورود به سبک خلق شدهٔ وی آغاز گردید که توسط تحلیل گران کارهای وی به نقاشی مدرن ایرانی نام گرفته‌است. آثار وی پس از سال ۱۳۷۹ عرصه تقابل دنیای سنتی و مدرن است چنانچه آثار وی با نشانه‌های مدرنیته و اندیشه مدرن را با تفکر سنتی همراه دارد. شریعت پناهی مدرنیته را نه به شکلی که در شرق تجربه شده (پذیرش مدرنیته بدون تغییر پایه‌های فکری)، بلکه به شکلی عمیق و واقعی تجربه نموده‌است و چارچوبی منحصر بفرد از ترکیب پایه‌های فرهنگی دنیای سنتی و مدرن ایجاد کرده‌است.
شریعت پناهی که نه وامدار اندیشه مدرن و نه پیرو دنیای سنتی است، توانسته‌است نقش خود را در این ورطه تاریخی به خوبی ایفا نماید و آن عبور از تناقض‌های دنیای مدرن و سنتی و خلق مدرنیته ایرانی است. وی استتار دنیای سنتی را دوست دارد، انحنای خطوط در هم پیچیده که اشکال و اجسام را در میان خود پنهان نموده‌است. آثار وی در سالهای اخیر دارای ویژگیهای کامل دنیای مدرن هست، چرا که خودش را از اثرش جدا کرده همچون موضوعی برای شناخت نگاه می‌کند (انسان جدا کننده) وی همچنین مرکز گراست، بدین معنی که فهم خودش را در مرکز هستی‌شناسی قرار می‌دهد و درکش را از موضوع‌های پیرامونش ارائه می‌دهد. آثار وی انعکاس او از رخدادهای پیرامون اوست. این توجه وی به ثبت پدیده‌های سیاسی و اجتماعی جامعه در سالهای اخیر نیز تسری یافته‌است، نه البته ثبت رخداد که برداشت هنرمند از آن. در برخی از آثار اخیر وی ترکیبی از هنر نستعلیق و انحنای خطوط تصویری از ایران باستان را در قالب مدرنیته به تصویر کشیده‌است.
کارهای وی در چندین نمایشگاه انفرادی و گروهی (عمدتا از سال ۲۰۱۱ تا ۲۰۱۹) در سمنان و تهران به نمایش درآمده است.
مجموعه آثار وی نیز در کتابی به دو زبان فارسی و انگلیسی و تحت به عنوان «پیدا و پنهان» (The Veil of Clarity) به چاپ رسیده‌است. تلاش و اثرگذاری هنرمند بر توسعه نقاشی ایرانی نیز مورد ستایش برخی رسانه‌ها از جمله صدا و سیما، اداره فرهنگ و ارشاد اسلامی، آموزش و پرورش و غیره به تکرار قرار گرفته‌است.
در سال ۱۳۹۴مراسم بزرگداشتی به پاس تلاش برای هنر تصویری ایران برای هنرمند در کنار نمایشگاهی از کارهای ایشان در محل تولد و زندگی ایشان ترتیب داده شد. هنرمند در طول بالغ بر ۵۰ سال فعالیت هنری تقدیرنامه‌های از شخصیت‌ها و مراکز مختلف دریافت نموده‌است.
درحال حاضر وی ساکن شهرستان سمنان است و کماکان به ثبت آثار و آموزش این هنر به هنرجویانش و در گالری شخصی خود مشغول است.

یادداشت جاوید رمضانی دربارهٔ سید اسداله شریعت پناهی به نقل از وبسایت تندیس: 
«بیشتر تابلوهای شریعت پناهی دارای غلظت سطوح گسترده‌ای است؛ اما در آثاری که امکان فرا روی از مفهوم پردازی واقع‌گرایانه فراهم شده و سطوح وسیع‌تر ظاهر گردیده‌اند، احساس آزادی و خیال‌پردازی مخاطب فراهم می‌گردد؛ اگرچه در بعضی آثار، استفاده از هاشورهای منظم بافتی به‌غایت مخملین حاصل نموده‌اند که از نکات مثبت فنی و از امکانات آیندهٔ هنرمند به‌شمار می‌رود. بی‌شک هنر شریعت پناهی بازتاب آینهٔ درونی اوست. این آینه در کمال صداقت از مرزهای اقلیمی خود پا فراتر گذارده و در مرزهای درونی خود استقرار یافته‌است؛ او معلمی ساده است که در فراز و فرودهای پایتخت‌نشینان هنر شرکت ننموده. اما امروز هجوم زمانه و گذر عمر او را درگیر نظام سلطهٔ هنر معاصر نموده‌است. در جایی بکت می‌گوید: هنرمند بودن یعنی شکست خوردن، آن هم شکستی که هیچ‌کس جرأت تجربه آن را ندارد.»
یادداشت شهرام کریمی دربارهٔ سید اسداله شریعت پناهی به نقل از وبسایت تندیس: 
«شریعت پناهی یکی از این عاشقان است که من می‌شناسم. چه سال‌ها که کار کرده و ده‌ها نقاش ساخته که امروز هر کدام نامی آشنا برای ما هستند. با حقوق معلمی زندگی کرده ولی نقاش مانده‌است. هنوز دل بستهٔ نقاشی‌هایش است. دوست ندارد بفروشد و امروز این چنین بودن بسی غریب است.»
و در ادامه شهرام کریمی می‌گوید: 
«شریعت پناهی از دوره ای می‌آید که هنر ایران بازار نداشت و معدود بودند کسانی که فروش داشتند. او در دوره ای دانشگاه می‌رود و فارغ‌التحصیل می‌شود که ما هنوز وارد دورهٔ هنر مدرن یا مدرن بومی نشدیم. کلاً هنوز تعریفی برای خود نداشتیم. دورهٔ سردرگمی بعد از مینیاتور و به جایی نرساندن آن، که حاصل عدم شناخت درست ما از داشته‌هایمان و ناتوانی برای یافتن جایگاه آن در هنر جهانی است. گذاری بی شناسنامه از هنرِ ایرانی-فرنگیِ قاجار و رسیدن به کلاس کمال الملکی که راهی اروپا شد تا هنر مدرن را با خود وارد ایران کند. ما همیشه سردرگم بی تعریفیِ خود در حوزهٔ هنرهای تجسمی بوده‌ایم. حداقل تا دورهٔ سقاخانه که به نوعی تعریف هویت ایرانی ما شد، تا قبل از آن هنرمندان ما تحت تأثیر دورهٔ جهانی هنر و غرب بودند و ما بیشتر با کارهای کوبیسم روبرو هستیم. ضیاء پور که به ایران آمد کوبیسم را آورد اما نکتهٔ مهمی که باید به آن توجه کرد، فردیتی است که در عین تأثیرات کوبیستی در کار این دوره از هنرمندان و کارهای آنها می‌توان دنبال کرد.»
سید محمود افتخاری پژوهشگر هنری در مقدمه کتاب پیدا و پنهان آورده‌است: 
«شریعت پناهی با نیم قرن هنرآفرینی و جست و جوی هنری اینک هویت و تمامیت هنریش را در آثار جدیدش رقم می‌زند. استاد در پی پوست اندازی‌های هنرمندانه زیادی، امروز آگاهانه به دنبال پوسته اصلی خود خواسته یا ناخواسته چیزی می‌آفریند که فرمان دل آگاه و اشراق فلسفی اوست. در تحلیلی گذرا به این آثار، نخست می‌توان پایبندی هنرمند را به سنت‌های نگارگری ایرانی به وضوح مشاهده کرد. کاربرد رنگ‌های تخت که سطوح را به صورت دلنشینی از آن خود می‌کند، این یعنی اعلام هویت. فرم‌های انتزاعی که از بستری صمیمی و آشنا عبور کرده، در زیباترین و دلنشین‌ترین شکل ممکن در جای خود قرار می‌گیرند، یعنی برقراری ارتباطی معنادار میان مفهوم مدرنیسم و ایرانی بودن، نه فقط سنتی بودن. فرم‌های بصری جذابی که بیننده را به اعماق فرهنگ و هنر و تمدن سرزمینش می‌برد.»

## گزیده نمایشگاه‌ها
گالری دانژه، ایران. سمنان ۱۳۹۶ و ۱۳۹۷
خانه هنرمندان، ایران. تهران ۱۳۹۶
فرهنگسرای ابن سینا، ایران. تهران ۱۳۹۵
فرهنگسرای نیاوران، ایران. تهران ۱۳۹۴
فرهنگسرا کومش، ایران. سمنان ۱۳۸۵، ۱۳۹۱ و ۱۳۹۳
گالری هنر، ایران. رشت ۱۳۸۶
مؤسسه آموزش عالی ۶ بهمن، ایران. سمنان ۱۳۴۸
و در ادامه نیز نمایشگاه‌های گروهی ایشان عبارتند از:
گالری ساربان، ایران. تهران ۱۳۹۷
گالری دانژه، ایران. سمنان ۱۳۹۶
دانشگاه سمنان، ایران. سمنان ۱۳۹۵
انجمن هنرمندان کانادا، کانادا. آنلاین ۱۳۹۵
گالری گلستان، ایران. تهران ۱۳۹۴
گالری آنلاین هنرهای معاصر آمریکا. مریلند ۱۳۹۴
گالری هنری رنگهای بشریت، آمریکا. اورت ۱۳۹۴
گالری آنلاین هنرهای معاصر آمریکا. آناپولیس ۱۳۹۴
موزه هنرهای معاصر تهران، ایران. تهران ۱۳۸۱
گالری نقش، ایران. تهران ۱۳۴۷

## جوایز و افتخارات
حراج ون هام در شهر کلن که سابقه ۶۰ سال برگزاری مستمر حراج آثار هنری اروپا، آمریکا، آفریقا و آسیا را دارد به مناسبت ۶۰ سالگی خود، حراجی بزرگ از آثار هنرمندان سراسر جهان برگزار خواهد کرد و بیش از ۱۰۰۰ اثر را طی دو شب برگزاری، چکش خواهد زد.
در شب دوم این حراج که ۵ ژوئن (۱۵ خرداد) با عنوان «کشف» برگزار شد نیز ۵۰۷ اثر چکش خورد که در میان این آثار ۷ اثر از هنرمندان ایرانی نیز به فروش رسید. اثر بهمن محصص ۱٫۸۰۰ یورو، اثر فریده لاشایی ۴ هزار یورو، اثر واحد خاکدان ۳ هزار یورو، دو اثر احمد نصرالهی هرکدام ۳ هزار یورو و دو اثر سید اسداله شریعت پناهی هر کدام ۵ هزار یورو به فروش رسیدند.